# Capogrosso
Capogrosso (Caputgrosso, Caogrosso), splitska i trogirska plemićka obitelj, podrijetlom iz Bergama u Italiji. U Splitu se spominju od 1444. godine. Članovi obitelji bili su trgovci i veleposjednici. Obitelj je stekla trogirsko i splitsko plemstvo u 17. stoljeću, a potvrdu austrijskog plemstva dobili su 1822. i 1825. godine.

## Povijest obitelji
Obitelj se je doselila u hrvatske krajeve iz Italije u 15. stoljeću. Prvo odredište bio im je Trogir, a uskoro su i u Splitu.[nedostaje izvor] Po doseljenju, bave se pomorskom trgovinom i brodarstvom. Članovi obitelji isticali su se, krajem 15. i početkom 16. stoljeća, u kulturnom i društvenom životu grada Splita i Dalmacije, osobito Ruđer, koji je pripadao humanističkom krugu oko Marka Marulića. Kupili su mnoga zemljišta na Drveniku[kojem?] i Braču.
U drugoj polovici 16. stoljeća, braća Jakov i Bartol stekli su znatan imetak trgujući na turskom području i Mediteranu. Godine 1593. kralj Rudolf II. podijelio je potomcima Jakova hrvatsko-ugarsko plemstvo. Početkom 17. stoljeća, članovi obitelji Agostin i Ivan bili su pod sumnjom mletačke inkvizicije zbog suradnje s tadašnjim splitskim nadbiskupom Markantunom de Dominisom.
Godine 1666. Mletački Senat primio je trojicu braće, Bartola, Franu i Jerolima u splitsko plemstvo, koje im je potvrđeno tek 1671. godine zbog protivljenja splitskog Velikog vijeća. Ista trojica braće na Mejama su koncem 16. stoljeća sagradili utvrđeni gospodarsko-odmorišni-obrambeni sklop, ljetnikovac danas poznat kao Kaštelet/Kaštil Capogrosso. Pripadnici obitelji su bili primljeni u trogirsko Veliko vijeće još 1600. godine.
Nikola Bartolov oženio se 1709. godine Elizabetom, posljednjom potomkinjom obitelji Kavanjin, nakon čega se izdvaja ogranak Capogrosso-Kavanjin. Nakon pada Mletačke Republike 1797. godine, članovi obitelji ističu se u političkom i vojnom životu Splita i okolice.
Posljednji muški potomak Janko Jerolimov poginuo je u Prvom svjetskom ratu.
Grobnica s obiteljskim grbom nalazi se na splitskom groblju Lovrinac (vidi sliku).

## Poznati pripadnici
- Vicko Capogrosso Kavanjin (1769. – 1838.), sakupljač narodnih poslovica i prevoditelj

## Poznati objekti
- renesansni utvrđeni ljetnikovac obitelji Capogrosso, sagrađen koncem 16. st., danas Meštrovićeve Crikvine-Kaštilac[5]

## Vanjske poveznice
- Capogrosso Hrvatska enciklopedija
- Capogrosso Hrvatski biografski leksikon